# Port lotniczy Antoine-Simon
Port lotniczy Antoine-Simon (fr. Aéroport Antoine-Simon) (IATA: CYA, ICAO: MTCA) – czwarty co do wielkości port lotniczy Haiti położony w mieście Les Cayes.

## Linie lotnicze i połączenia
- Caribintair (Port-au-Prince)
- Tortug' Air (Port-au-Prince)